# 朱彭年
朱彭年（1837年—1896年），字莘潜，浙江省杭州府富陽縣人，清朝官員。

## 生平
同治六年（1867年）丁卯科浙江鄉試解元。任《嵊县志》纂修、奉天学政幕僚。光緒二年（1876年）丙子恩科登3甲第104名進士。同年五月（6月3日），經吏部掣簽，授即用知縣。分发江西，历任兴国、新淦、贵溪知县。
晚年因病卸职，寄寓南昌。光绪二十二年（1896年）十月，在南昌寓所病卒。有《春渚草堂故纸偶成》、《春渚草堂居士年谱》等。